# 田仲清司
田仲 清司（たなか きよし、1939年3月5日 - ）は、元NHKアナウンサー。元放送総局アナウンス室長。

## 経歴
福岡県出身。早稲田大学教育学部卒業後、1962年入局。放送総局アナウンス室副部長、広島放送局放送センター長、広島放送局副局長を経て1993年編成局アナウンス室長。その後日本語センター専門委員。

## 過去の担当番組
- 夜のアルバム 「立山」（1967年）
- 教養特集
- くらしのけいざい（1976年4月～1978年7月）